# Vũ động càn khôn
Vũ động càn khôn (Chinese: 武动乾坤) là một bộ phim truyền hình Trung Quốc năm 2018 dựa trên tiểu thuyết cùng tên của nhà văn Thiên Tầm Thổ Đậu. Phim có sự tham gia của Dương Dương, Trương Thiên Ái, Vương Lệ Khôn và Ngô Tôn. Bộ truyện được chia thành hai phần.
Phần 1 của bộ phim được phát sóng trên Dragon TV bắt đầu từ ngày 7 tháng 8 năm 2018. Phần 2 được phát sóng trên Youku bắt đầu từ ngày 11 tháng 10 năm 2018.
Tại Việt Nam, phim được phát sóng trên VTV3 từ ngày 5 tháng 11, 2019 đến ngày 28 tháng 1, 2020.

## Nội dung
Một phong ấn bí ẩn giới thiệu cho nam nhân vật chính Lâm Động về nghệ thuật tu luyện, và anh đi khắp các vùng đất để trau dồi kỹ năng của mình. Anh ấy gặp hai người phụ nữ rất khác nhau là Lăng Thanh Trúc và Ứng Hoan Hoan trong chuyến phiêu lưu của mình, và bị cuốn vào mối tình lãng mạn với cả hai.
Bằng sự gan dạ và quyết tâm tuyệt đối, Lâm Động cuối cùng đã trở thành một trong những người tu luyện mạnh mẽ và được kính trọng nhất. Khi sức mạnh của Lâm Động tăng lên, kiến thức của anh ấy về những bí mật chết người nhất thế giới cũng tăng theo. Anh sớm phát hiện ra âm mưu thôn tính thế giới của giáo phái yêu quái, ba thanh niên hợp sức với những võ sĩ chính đạo để đánh bại mọi cái ác, trả lại bình yên cho vùng đất.

## Nhân vật

### Chính
- Dương Dương vai Lâm Động (林 动)
  - Nhân vật chính. Một hậu duệ của gia tộc Lâm. Anh được đá Tổ phù chọn làm người kế vị chủ nhân của Tổ phù, người đã phong ấn quỷ Yimo một thế kỷ trước, và nhận nhiệm vụ chiến đấu chống lại sự tái xuất của Yimo. Ban đầu anh thích Ling Qingzhu nhưng sau đó lại yêu Ứng Hoan Hoan.
- Trương Thiên Ái trong vai Ứng Hoan Hoan (应 欢欢)
  - Con gái của thủ lĩnh Đạo Môn. Người tình của Lâm Đông. Danh tính thực sự của cô là một chúa tể băng tái sinh và cô đánh thức sức mạnh của mình để bảo vệ Dao Zong và giúp Lin Dong trong hành trình trả thù. Cô ấy đã liều mạng và làm mọi thứ vì Lâm Động.
- Vương Lệ Khôn  trong vai Lăng Thanh Trúc (绫 清 竹)[7]
  - Công chúa của Cửu Thiên Cung Thái Thanh. Qua một biến cố bất ngờ, cuối cùng cô và Lin Dong đã ngủ với nhau và cô theo dõi anh ta để trả thù, nhưng thay vào đó cô lại cảm động trước quyết tâm của anh và đem lòng yêu Lâm Động.
- Ngô Tôn trong vai Lâm Lang Thiên (林 琅 天)[8]
  - Một thần đồng võ thuật, người gánh vác trọng trách dẫn dắt toàn bộ Gia tộc Lâm đến những thành công rực rỡ hơn. Tuy nhiên, anh đã lạc lối trong cuộc hành trình và bị khuất phục trước những âm mưu của những kẻ xấu xa.

### Phụ
- Ashton Chen  trong vai Lin Yan / Xiao Yan (林炎 / 小 炎)
  - Một con quỷ hổ đã từng theo dõi Lâm Động khắp nơi cho đến khi anh cuối cùng biến thành người. Anh ta sở hữu sức mạnh to lớn, lòng dũng cảm và lòng trung thành. Sau đó, ông được tìm thấy là người kế thừa biểu tượng của tổ tiên Tiền sử.
- Liu Yan  trong vai Mu Qianqian (穆 芊芊) / Thiên vương ghế （天王 殿）
  - Chị gái của Lin Langtian. Cô ấy là một người quyến rũ và là một trưởng lão xảo quyệt, lôi kéo của Yuan Sect, cuối cùng cô ấy được thể hiện như một Vị Vua Ghế Trời - Yi Demon.
- Suo Xiaokun  trong vai Lin Diao (林 貂)
  - Một con quỷ martem từ bộ tộc tu sĩ trên trời. Anh ta bị mắc kẹt bên trong một chiếc bùa hộ mệnh bằng đá cho đến khi được Lâm Đông phát hiện ra. Anh ấy bắt đầu hoàn toàn thờ ơ với Lin Dong nhưng cuối cùng lại trở thành người anh em đã tuyên thệ của anh ấy bên cạnh Xiao Yan. Sau đó trong bộ truyện, anh ta trở thành người kế thừa được công nhận của biểu tượng tổ tiên Sấm sét.
- Dong Qing  trong vai Lin Qingtan (林 青檀)
  - Em gái nuôi của Lâm Đông. Cô ấy ẩn chứa một sức mạnh đen tối và lạnh lẽo bên trong mình, mà cuối cùng cô ấy đã biến nó thành sự tu luyện của mình. Cô ấy là người kế thừa Biểu tượng của tổ tiên Bóng tối.
- Yang Haoyu trong vai Sư phụ Yan (岩 大师)
  - Master của Yan Cheng Wizard Sect. Thầy của Lin Dong.
- Li Xinliang trong vai Teng Lei (腾 儡)
  - Lord of the Wilderness, Prince of Magic Puppet Sect.
- Feng Junxi  trong vai Mo Ling (莫凌)
  - Hoàng tử của Vương triều Dayan. Cuối cùng trở thành bạn tốt của Lin Dong khi anh đi theo Lin Dong tại Dao Sect, nơi anh chết trong vòng tay của Lin Dong khi họ trốn thoát khỏi bầy quỷ.
- Xiao Siqin Gaowa  trong vai Xuan Su (萱 素)
  - Giám sát viên của nhà đấu giá Phòng Thương mại Wanjin.
- Tse Kwan-ho trong vai Lin Xiao (林啸)
  - Cha của Lin Dong. Anh đã hy sinh bản thân mình để bảo vệ Yimo.
- Wang Haitao  trong vai Chen Feng (辰 风)
  - Từ bộ tộc Bóng tối.
- Kuang Can trong vai Lu Yun (陆云)
- Ning Xiaohua  trong vai hoàng tử thứ sáu của Quỷ tộc (魔族 六 王殿)
- Wu Yajun  trong vai Mu Lingshan (慕灵珊)
  - Công chúa nhỏ của bộ tộc Cáo. Được Lâm Đông giải cứu.
- Qian Long trong vai Jiang Hao (蒋 浩)
  - Đệ tử của Đạo Môn phái. Tiền bối của Lâm Động. Đã hy sinh bản thân mình cho bầy Quỷ để bảo vệ những người anh em trong Hệ phái của mình.
- Zhao Dan  trong vai Su Rou (苏 柔)
  - Một đệ tử cao cấp của Cửu Thiên Cung Thái Thanh. Chị gái cao cấp của Ling Qingzhu.
- Chen Yating trong vai Mu Xinqing (慕 心晴)
  - Công chúa lớn tuổi của bộ tộc Cáo.
- Ji Dongran  trong vai Lei Li (雷 厉)
- Zhou Yiwei trong vai Zhou Tong (周 通)
  - Tiền bối của Lâm Động. Một thiên tài, là đệ tử duy nhất thành thục đội hình Thất Sát từ Đạo Môn phái trước Lâm Động. Anh ta chết sau cuộc chạm trán của họ với Vua ghế thứ ba - Yi Demon.
- Sun Yulin trong vai Shen Qing (沈 清)
  - Lãnh cung của Cửu Thiên Cung Thái Thanh.

## Sản xuất
Vào tháng 3 năm 2016, Azure Media Corporation thông báo rằng họ đã bắt đầu tiền sản xuất cho Vũ động càn khôn và đã mời Trương Lục Doãn làm đạo diễn cho loạt phim này. Kịch bản của bộ truyện mất hai năm để hoàn thành. Trương Lục Doãn tiết lộ rằng bộ phim sẽ lấy bối cảnh vào thời kỳ Xuân Thu/Chiến Quốc sôi động về mặt văn hóa và sẽ tăng cường nhấn mạnh vào các yếu tố phái nữ.
Quá trình sản xuất chính bắt đầu vào ngày 14 tháng 11 năm 2016, tại Tượng Sơn. Việc quay phim tạm dừng trong hai tháng để nam diễn viên chính Dương Dương hồi phục chấn thương. Giai đoạn quay thứ hai được tiếp tục vào tháng 9 năm 2017. Vào ngày 31 tháng 10 năm 2017, quá trình sản xuất đã kết thúc sau quá trình quay trong 258 ngày. 

### Casting
Vào ngày 29 tháng 8 năm 2016, Dương Dương được công bố là nam chính, Lâm Động. Vào ngày 10 tháng 10 năm 2016, nữ diễn viên chính được công bố là Trương Thiên Ái, người sẽ đóng vai Lăng Thanh Trúc. Vào ngày 14 tháng 11 năm 2016, đội ngũ sản xuất thông báo rằng nữ diễn viên chính Trương Thiên Ái sẽ đóng vai Ứng Hoan Hoan thay thế. Nữ diễn viên Vương Lệ  đã được thêm vào sản xuất, đảm nhận vai diễn trước đó của cô là Lăng Thanh Trúc. Một cuộc tranh cãi nảy sinh khi có tin đồn nói rằng Trương Thiên Ái đã giật lấy vai của Gina Jin, người ban đầu được chọn để đóng vai Úng Hoan Hoan. Trả lời về điều này, đạo diễn Trương Lục Doãn cho biết sau khi xem xét kịch bản, đội ngũ sản xuất đã quyết định rằng Trương Thiên Ái phù hợp hơn để đóng vai Ứng Hoan Hoan, do đó giải thích về sự thay đổi vai trò.

## Nhạc phim
| STT | Nhan đề                                                      | Sáng tác   | Thời lượng |
| --- | ------------------------------------------------------------ | ---------- | ---------- |
| 1.  | "Mảnh ghép (谜)" (Bài hát chủ đề)"                           | Zhang Ying |            |
| 2.  | ""Bầu trời đầy sao (星空)""                                  |            |            |
| 3.  | ""Tuổi trẻ đó (那 少年)""                                    | Xiao Siqi  |            |
| 4.  | ""Trừ tà (降魔)""                                            | Guan Shan  |            |
| 5.  | ""Gương của bạn (你 的 镜子)""                               | Guan Shan  |            |
| 6.  | ""Giữa hai chúng ta (你 我 之间)" (Bài hát chủ đề kết thúc)" |            |            |

## Rating
| Ngày phát sóng | Tập   | Rating của Dragon TV | Rating của Dragon TV     | Rating của Dragon TV | Rating của Youku | Rating của Youku         | Rating của Youku |
| Ngày phát sóng | Tập   | Ratings (%)          | Chia sẻ của khán giả (%) | Hạng                 | Ratings (%)      | Chia sẻ của khán giả (%) | Hạng             |
| -------------- | ----- | -------------------- | ------------------------ | -------------------- | ---------------- | ------------------------ | ---------------- |
| 7 tháng 8      | 1-2   | 0.333                | 2.196                    | 10                   | 0.192            | 1.392                    | 13               |
| 8 tháng 8      | 3-4   | 0.285                | 1.858                    | 12                   | 0.187            | 1.397                    | 13               |
| 9 tháng 8      | 5-6   | 0.563                | 3.683                    | 5                    | 0.277            | 2.089                    | 9                |
| 14 tháng 8     | 7-8   | 0.432                | 2.724                    | 8                    | 0.19             | 1.401                    | 13               |
| 15 tháng 8     | 9-10  | 0.458                | 2.994                    | 9                    | 0.167            | 1.242                    | 15               |
| 16 tháng 8     | 11-12 | 0.643                | 4.177                    | 4                    | 0.233            | 1.803                    | 10               |
| 21 tháng 8     | 13-14 | 0.293                | 1.908                    | 11                   | 0.102            | 0.759                    | 24               |
| 22 tháng 8     | 15-16 | 0.373                | 2.412                    | 10                   | 0.159            | 1.243                    | 14               |
| 23 tháng 8     | 17-18 | 0.409                | 2.647                    | 11                   | 0.183            | 1.356                    | 13               |
| 28 tháng 8     | 19-20 | 0.656                | 4.15                     | 3                    | —                | —                        | —                |
| 29 tháng 8     | 21-22 | 0.653                | 4.158                    | 5                    | 0.257            | 1.924                    | 11               |
| 30 tháng 8     | 23-24 | 0.669                | 4.371                    | 4                    | 0.27             | 2.138                    | 10               |
| 4 tháng 9      | 25-26 | 0.547                | 4.102                    | 7                    | 0.162            | 1.548                    | 17               |
| 5 tháng 9      | 27-28 | 0.485                | 4.729                    | 9                    | 0.134            | 1.785                    | 17               |
| 6 tháng 9      | 29-30 | 0.612                | 5.391                    | 5                    | 0.222            | 2.592                    | 12               |
| 11 tháng 9     | 31-32 | 0.525                | 3.966                    | 8                    | 0.16             | 1.487                    | 14               |
| 12 tháng 9     | 33-34 | 0.539                | 4.23                     | 6                    | 0.164            | 1.622                    | 16               |
| 13 tháng 9     | 35-36 | 0.66                 | 5.287                    | 5                    | 0.219            | 2.298                    | 11               |
| 18 tháng 9     | 37-38 | 0.434                | 3.321                    | 9                    | 0.15             | 1.41                     | 21               |
| 19 tháng 9     | 39-40 | 0.430                | 3.341                    | 9                    | —                | —                        | —                |

## Giải thưởng và đề cử
| Giải thưởng                                                | Hạng mục             | (Người) đề cử    | Kết quả   | Ghi chú |
| ---------------------------------------------------------- | -------------------- | ---------------- | --------- | ------- |
| Golden Bud - Liên hoan phim và truyền hình mạng lần thứ ba | Thích ứng IP của năm | Martial Universe | Đoạt giải | [ 18 ]  |